# 霍恩洛厄-巴滕施泰因公国
霍恩洛厄-巴滕施泰因公国（Hohenlohe-Bartenstein） ，德国公国，位于巴登-符腾堡州东北的巴滕施泰因地区。霍恩洛厄-巴滕施泰因是霍恩洛厄-希灵斯菲斯特公国（Hohenlohe-Schillingsfürst）的一个分支，1744年升为一个公国。1798年又分出霍恩洛厄-亚格斯特贝格（Hohenlohe-Jagstberg）公国。1806年霍恩洛厄-巴滕施泰因合并入符腾堡。

## 霍恩洛厄-巴滕施泰因伯爵 (1688 - 1744)
- 菲利普·查理·卡斯珀（Philip Charles Casper） (霍亨洛厄-希灵斯菲斯特伯爵) (1688 - 1729)
- 查理·菲利普·弗朗西斯（Charles Philip Francis） (1729 - 1744)
- 约瑟夫·安东尼（Joseph Anthony） (1729 - 1744)

## 霍恩洛厄-巴滕施泰因亲王 (1744 - 1806)
- 查理·菲利普·弗朗西斯（Charles Philip Francis） (1744 - 1763) 升为亲王
- 约瑟夫·安东尼（Joseph Anthony） (1744 - 1763)
- 路易·查理·弗朗西斯·利奥波德（Louis Charles Francis Leopold） (1763 - 1798)
- 路易·阿洛伊修斯(1798 - 1806)